# Большие Некрасовы
 Большие Некрасовы  — деревня в Афанасьевском районе Кировской области в составе Пашинского сельского поселения.

## География
Расположена на расстоянии примерно 9 км на юг-юго-восток по прямой от райцентра поселка Афанасьево на правобережье реки Кама.

## История
Известна с 1727 года как деревня Некрасовых с 4 дворами, в 1873 году здесь (Некрасовская) отмечено было дворов 49 и жителей 390, в 1905 (Больше-Некрасовская) 53 и 222, в 1926 12 и 67, в 1950 28 и 117, в 1989 проживало 89 человек. Настоящее название утвердилось с 1978 года.  

## Население
Постоянное население составляло 76 человек (русские 83%) в 2002 году, 67 в 2010.